# Малайбалай
Малайбалай (тагал.: таг. Lungsod ng Malaybalay; себуано: себ. Dakbayan sa Malaybalay) — административный центр провинции Букиднон на Филиппинах.
Его называют образно «Город в лесу», «Южная летняя столица Филиппин». Соседние с ним муниципалитеты: Импасунг-онг на севере, Лантапан на западе, Валенсия и Сан-Фернандо на юге, Кабангласан на востоке. Численность населения на 2007 год — 144 065 жителей. Когда в XVIII веке испанцы появились на этой территории, они спросили у местных жителей,  название местности, и получили ответ на языке висайя: «Уалай-балай», что значит — «нет домов». От этого, как рассказывает легенда, произошло название города.
Город Малайбалай является местом проведения фестиваля Каамулан, который проводится ежегодно с середины февраля по 10 марта. 

## История
Когда, в конце XIX века, провинция Западный Мисамис была разделена на части, и из неё выделились Агусан и Букиднон, то центром Букиднона был провозглашен Малайбалай. В 1907 г. был провозглашён муниципалитетом, а в 1998 г. получил статус города.
Коренное население Малайбалай пришло с морского побережья Северного Минданао, так как их вытеснили оттуда местные пираты и пришедшие чуть позже испанские колонизаторы. Ещё позже испанские миссионеры проникли и в центральню часть о. Минданао. В 1850 г., в ходе последней битвы аборигенов с испанцами, было сожжено одно из поселений(Каласунгай). Взрослые практически все были убиты, женщины и дети — взяты в плен. В 1877 г. те из аборигенов, кто выжил в войне с испанцами, построили селение на берегу реки Сакуб (теперь здеь расположен Рисаль-Парк), и, под руководством Дату Мампаалонга, приняли христианство. Война была окончена.
Некоторое время после прихода американцев в 1877 г. в Малайбалай правили местные вожди. Это, например, Мариано Мелендес(Дату Мампаалонг), Доротео Мелендес, Хуан Карбахаль, Алехандро Бонтао, Эстебан Тиландука, Фаустино Абельо.
В период японской оккупации во время Второй мировой войны в окрестностях Малайбалай был устроен лагерь, где размещались объединённые войска США и Филиппинского Содружества, которые в 1945 г. освободили провинцию от оккупантов.
В 1996 г. представитель местного правительства, Рехинальдо Тиландука, предложил дать Малайбалай статус города, и в 1998 г. президент Фидель Рамос подписал акт, согласно которому Малайбалай стал первым городом Букиднона.

## Природные условия
Провинция Букиднон — сухопутная, выхода к морю не имеет. Ближайший морской порт от Малайбалай, Кагаян-де-Оро, расположен на расстоянии 91 км. Территория города с востока и юго-востока окружена лесистыми возвышенностями.
В этом районе выделяется два сезона, сухой и влажный. Осадки выпадают круглый год, но в мае — октябре выпадает максимальное количество. Средняя величина годового количества осадков — 2 800 мм. Город расположен вне зоны действия тайфунов.
Город занимает 13 % территории поверхности провинции, или 984,38 кв.км (более 108 га). Окрестности его в основном заняты лесами, но есть земли, пригодные для сельского хозяйства и для размещения промышленных предприятий. Реки Пуланги и Таголоан, вблизи которых находится город, дают возможность развития энергетической промышленности, ирригации туристического бизнеса.

## Население
Коренные жители провинции Букиднон — народность Букиднон. Кроме неё, в провинции много представителей других этнических групп. Существует ещё один термин, которым называют местных жителей — лумад. По численности населения столичный округ отстаёт только от одного округа (муниципалитета) в этой провинции — Валенсии. Население города занято главным образом сельским хозяйством. Уровень урбанизации невысок.

#### Таблица роста населения города Малайбалай
- год численность рост
- 1918 16,428
- 1939 18,816 0,6 %
- 1948 16,458 −1.5 %
- 1960 32,522 5,8 %
- 1970 47,074 3,8 %
- 1975 65,198 6,7 %
- 1980 60,779 −1.4 %
- 1990 94,790 4,5 %
- 1995 112,277 3,4 %
- 2000 123,672 2,10 %
- 2007 144,065 2,13 %
- Источники:
- National Statistics Office (Philippines)
- Historical growth of population of Malaybalay City, 1918—2007

В языковом отношение население Малайбалая неоднородно. Основным языком в городе является себуано, широко распространен бинукид, другие — в меньшей степени.

## Образование
В Малайбалае несколько высших учебных заведений, Букиднонский гос. университет, Колледж Сан-Исидро, Технологический институт. Кроме них — 64 начальных и 13 средних школ. Связь учебных учреждений с правительством осуществляется через Департамент образования.

## Транспорт
В Малайбалае пресекается множество дорог, которые сегодня классифицируются, как дороги национального, провинциального, городского и местного значения. 11 % дорог — мощёные, асфальтовые, остальные — грунтовые. Общественный транспорт в основном автомобильный (автобусы), он соединяет наиболее крупные населённые пункты Букиднона и соседних с ним провинций. Крупнейшие маршруты — Кагаян-де-Оро — Такуронг, Кагаян-де-Оро — Вао.
В Малайбалае свой аэропорт, но он не производит коммерческие рейсы. Кроме него, столицу Букиднона обслуживает аэропорт Лумбия в Кагаяне. Там же находится и морской порт, который связан с Малайбалаем.

## Мэры города Малайбалай
- Хуан Мелендес — 1906—1908
- Фернандо Дамаско — 1909—1913
- Хосе Руис — 1914—1918
- Хуан Мелендес — 1924—1936
- Фаустино Катериаль — 1936—1937
- Каталино Дамаско — 1937—1939
- Херардо Пиментель — 1940—1941
- Сальвадор Альберто — 1943—1947
- Теофило Сальседо — 1948—1951
- Фортунато Карбахаль — 1951—1954
- Лоренсо С. Динлаян — 1955—1971
- Тимотео С. Окайя — 1972—1979
- Эдильберто Б. Мамаваг — 1979—1980*
- Рехинальдо Н. Тиландука — 1980—1986
- Виолета Т. Лабария — 1986*
- Альмако А. Вильянуэва — 1987*
- Рохелио М. Бидес — 1988*
- Рехинальдо Н. Тиландука — 1988—1992
- Николас С. Хуролан — 1992—2001
- Флоренсио Т. Флорес — с 2001